# Суськ (Рівненський район)
Суськ — село в Україні, в Рівненському районі Рівненської області. Населення становить 353 осіб.
Назва Суськ походить від слова "СУСІ́К, а, чол., діал. Засік. Ані приладів господарських під шопою, ані сусіків з збіжжєм [збіжжям] в обширних сінях, ані скринь.. — нічого не було (Іван Франко, II, 1950, 211); Жменяк сумнівався в тому, що в його сусік потрапить кожний зважений мішок, якого нестиме не він з братом, а хтось інший (Михайло Томчаній, Жменяки, 1964, 17)."
Перша згадка про село Суськ датується 1446 роком.
"20 листопада 1446, в селі Несвіч князь Свидриґайло Ольґердович слузі за вірну службу надав кн. Івану Дмитровичу дозвіл про повернення Острожця та інших сіл: Косарів, Блищани, Теренош, Войниця на річці Іква, Перекали у Радомишля, а біля Стубли - Дюксин, Суськ  на річці Горині.
На початок XVI ст. і надалі володіння Дмитра належали нащадкам Івана Дмитровича, рештою ж земель володіли інші роди, пов’язані з Голованями-Острожецькими. Одні з них - Князі Корецькі, а саме дочка Василіса Глібівна та єдина спадкоємиця Гліба Лизогуба Головні володіла селами Суськ, Радомишль і Перекали
18 лютого 1526 року: король польський і великий князь литовський Сиґізмунд Старий на прохання князя Федора Михайловича Чорторийського, старости луцького, видає привілей, де затверджує надання йому монастиря [в] Пересопниці королем і великим князем Александром [Яґелоном], купівлю села Суськ від Івана Івановича Корецького, а також запис третини дібр Кальнятичі, що вчинив Стефан Кунахович Гуща.
Неподалік від села розташований Суський ботанічний заказник, заповідне лісове урочище Суська Дача і Мисливсько-спортивний клуб «Сокіл» http://sokil-susk.com.ua

## Географія
Село розташоване на правому березі річки Горинь. В центрі села росте дуб-велетень якому більше 700 років. Раніше князів Корецьких там був мисливський маєток.

## Історія
У 1906 році село Клеванської волості Рівненського повіту Волинської губернії. Відстань від повітового міста 21 верст, від волості 12. Дворів 47, мешканців 326.

## Відомі люди
Померли:
- Клячківський Дмитро (псевда: Клим Савур, Панас Мосур) (* 4 листопада 1911, м. Збараж, Тернопільська область — † 12 лютого 1945, між селами Оржівські хутори, Рівненський район та Суськ, Костопільський район Рівненської області) — полковник УПА, один із перших командирів УПА.